# Daimler-Benz
Daimler-Benz foi uma fabricante alemã de automóveis e motores para veículos, fundada em 1926 e extinta em 1998. Daimler-Benz foi renomeado para Daimler AG.
Na década de 1940, durante a 2ª Guerra Mundial, a montadora Daimler-Benz dedicava quase toda sua produção a fins bélicos, chegando a empregar mais de 30 mil civis e prisioneiros de guerra como mão-de-obra escrava.